# Duckwater (Nevada)
Duckwater es un área no incorporada ubicada en el condado de Nye en el estado estadounidense de Nevada.

## Geografía
Duckwater se encuentra ubicado en las coordenadas 38°55′56″N 115°42′52″O / 38.93222, -115.71444.